# Festuca uralensis
Festuca uralensis là một loài thực vật có hoa trong họ Hòa thảo. Loài này được (Tzvelev) E.B.Alexeev mô tả khoa học đầu tiên năm 1973.